# Agnieszka Kawiorska
Agnieszka Kawiorska (ur. 29 stycznia 1982 w Sandomierzu) – polska aktorka teatralna i filmowa.

## Życiorys
Jest najstarsza z pięciorga rodzeństwa. Absolwentka Państwowej Wyższej Szkoły Teatralnej w Krakowie (2006). Jeszcze jako studentka drugiego roku zadebiutowała na scenie Teatru Starego w Krakowie w spektaklu Gang Bang Pawła Sali w reżyserii Krzysztofa Jaworskiego (2004). Pierwszą ważną rolą na dużym ekranie był film Katyń w reżyserii Andrzeja Wajdy, gdzie zagrała Ewę, córkę zamordowanego w Katyniu generała. Po ukończeniu PWST występowała na deskach krakowskich teatrów: Teatru Starego, Teatru Ludowego oraz Teatru Variete. Doskonaliła swój aktorski warsztat w The Actors Temple w Londynie.

## Filmografia
- 2002: Graczykowie, czyli Buła i spóła, jako dziewczyna na korepetycjach u Waldka
- 2004: Pensjonat pod Różą, jako Róża, córka Lidki (odc. 33)
- 2005–2006: Egzamin z życia, jako Julia Choroszyńska
- 2005: Karol. Człowiek, który został papieżem, jako kobieta w getcie
- 2005: Legenda, jako Andżelika
- 2005: Oda do radości, jako Ania
- 2005: Wiedźmy, jako Ada Chyczewska
- 2007: Ryś, jako dziewczyna Kaflowatego
- 2007: Katyń, jako Ewa, córka generała i Róży
- 2007: I kto tu rządzi?, jako Andżela Tynk
- 2008: Trzeci oficer, jako urzędniczka w kancelarii premiera
- 2008: Glina, jako Marina, dziewczyna „Carlosa”
- 2008: Ojciec Mateusz, jako Gosia, sekretarka i kochanka Napierskiego (odc. 10)
- 2008: Pitbull, jako żona Zawadzkiego
- 2009: Idealny facet dla mojej dziewczyny, jako młoda Maria/Teresa
- 2009: Przystań, jako „Buszu” (odc. 12)
- 2009–2012: Pierwsza miłość, jako Renata Król
- 2010: Fenomen, jako „Mrówka”
- 2010: Majka, jako strażniczka miejska Małgorzata Mróz
- 2010–2013: Barwy szczęścia, jako Kinga Zawadzka, wspólniczka Ksawerego
- 2012: Na dobre i na złe, jako Ewa Popiołek
- 2013: Klan, jako Aneta, studentka ASP
- 2013: M jak miłość, jako Kaja (odc. 1027, 1028)
- 2013: Komisarz Alex, jako Krystyna Zasławska (odc. 31)
- 2013: Hotel 52, jako Zuza (odc. 89)
- 2014: Ojciec Mateusz, jako Grażyna Wieczorek, narzeczona Andrzeja Łazarka (odc. 152)
- 2016: Dwoje we troje, jako klientka banku (odc. 17 „Pociecha”)
- 2016: Kaprys losu, jako sekretarka Bruna Zawady
- 2017: Przyjaciółki, jako matka Ady Zawadzkiej (odc. 108)
- 2017: Ojciec Mateusz, jako Ewa Kasperek (odc. 234)
- 2017: W rytmie serca, jako Patrycja (odc. 5)
- 2017–2018: Szpital dziecięcy, jako dr Anna Kochańska, chirurg dziecięcy
- 2018: Pitbull. Ostatni pies jako Mona
- 2018–2020: Ślad jako podkomisarz Małgorzata Mazurek, dochodzeniowiec CWŚ

## Role teatralne
- 2004: Gang Bang, reż. Krzysztof Jaworski, jako Asia, Teatr Stary w Krakowie
- 2005: Kapelusz pełen deszczu, reż. Krzysztof Globisz, jako gangster „Matka”, Teatr PWST w Krakowie
- 2006: Gra snów, reż. Bogdan Hussakowski, jako Wiktoria, Teatr PWST w Krakowie
- 2007: Walentynki, reż. Paweł Szumiec, jako Katia, Teatr Ludowy w Krakowie
- 2007: Desdemona, reż. Daria Woszek, jako Desdemona, Teatr Łaźnia Nowa w Krakowie
- 2008: Poważny jak śmierć, zimny jak głaz, reż. Tomasz Obara, jako Shaylee, Teatr Ludowy w Krakowie
- 2014: Idiota, reż. Joanna Dulińska/Michał Duda, jako Agłaja Iwanowna, Teatr Akademia w Warszawie
- 2015: Przerażony na śmierć, reż. Ron Aldrige, jako Mary Wilson, Krakowski Teatr Variete

### Teatr TV
- 2006: Volpone albo lis, reż. Grzegorz Warchoł jako Celia